# 조성원 (축구인)
조성원(1984년 6월 27일 ~ )은 대한민국의 전 축구 선수이며 선수 시절 포지션은 수비수였다. 현재 대한민국 가톨릭관동대학교 축구부 코치로 재임 중이다.

## 수상

### 클럽

#### 대전 코레일 축구단
- 내셔널리그
  - 우승 1회 : 2005
  - 준우승 1회 : 2012

#### 김해시청 축구단
- 내셔널리그
  - 준우승 1회 : 2009

#### 울산 현대미포조선 돌고래
- 내셔널리그
  - 우승 1회 : 2011

### 개인

#### 울산 현대미포조선 돌고래
- 2011 내셔널리그 MVP

## 가족 관계
아내 김해란은 현재 인천 흥국생명 핑크스파이더스 소속의 배구 선수이다. 자식은 1남.